# Tom Barkhuysen
Thomas (Tom) Barkhuysen (Maastricht, 30 september 1968) is een Nederlands jurist. Barkhuysen is hoogleraar staats- en bestuursrecht aan de Universiteit Leiden en advocaat bij Stibbe te Amsterdam.
Barkhuysen groeide op in Maastricht, waar hij in 1986 eindexamen atheneum-B deed aan het Sint-Maartenscollege. Hij studeerde vervolgens rechten aan de Rijksuniversiteit Limburg, waar hij in 1991 afstudeerde. Na zijn afstuderen volgde hij nog een postdoctorale opleiding internationaal recht aan de Universiteit Leiden; hij studeerde tevens aan de Université de Bourgogne in Dijon en aan de Humboldtuniversiteit te Berlijn. In 1993 werd hij aio (promovendus) aan de rechtenfaculteit van de Universiteit Leiden, waar hij werkte aan een proefschrift. Op 27 januari 1998 promoveerde Barkhuysen op Artikel 13 EVRM: effectieve nationale rechtsbescherming bij schending van mensenrechten; promotoren waren Evert Alkema en Hein Schermers. Vanaf 1997 was Barkhuysen universitair docent staats- en bestuursrecht; sinds 1994 was hij tevens redactiesecretaris van het Nederlands Tijdschrift voor de Mensenrechten/NJCM-Bulletin.
In 1998 werd Barkhuysen advocaat bij Stibbe in Amsterdam, waar hij zich bezighield met het algemeen bestuursrecht, waaronder toezicht en handhaving, subsidierecht, en overheidsaansprakelijkheid. Sinds 2009 is hij tevens partner (vennoot) van het kantoor. Hij trad onder andere op namens de provincie Gelderland inzake het ontslag van de waarnemend burgemeester van Scherpenzeel en namens de Stichting Japanse Ereschulden tegen de Staat.
In november 2002 keerde Barkhuysen terug naar de Universiteit Leiden als deeltijd docent staats- en bestuursrecht. In 2003 was hij gastonderzoeker aan het British Institute for International and Comparative Law te Londen. Met ingang van 1 januari 2005 werd hij daar benoemd tot gewoon hoogleraar staats- en bestuursrecht en werd hij tevens voorzitter van de vakgroep. Hij hield zijn oratie, getiteld Eenheid en coherentie van rechtsbescherming, op 9 december van dat jaar. In 2007 won hij samen met collega Willemien den Ouden de AB Jaarprijs voor beste bestuursrechtelijke annotatie in het tijdschrift AB Rechtspraak Bestuursrecht. Zijn wetenschappelijke werk richt zich vooral op de wisselwerking tussen het recht van de Europese Unie, het EVRM en het nationale bestuursrecht, in het bijzonder de invloed van grondrechten.
Barkhuysen is redacteur van het Nederlands Juristenblad en lid van de boekenraad van Ars Aequi Libri. In 2022 schreef hij samen met Michiel van Emmerik een preadvies voor de Nederlandse Juristen-Vereniging over "de repressieve samenleving in het bestuursrecht". Hij is getrouwd met Annemieke Hendrikse, partner bij het advocatenkantoor Van Doorne.